# Odlezelské jezero
Odlezelské (Mladotické, Potvorovské) jezero je nejmladší jezero v Česku (nepočítáme-li menší nově vznikající fluviální jezera), obklopené stejnojmennou národní přírodní památkou. Sesuvové jezero na Mladotickém potoce leží na západním úpatí Potvorovského kopce, jihovýchodně od vsi Odlezly. Jezero o ploše 4,53 hektaru je protáhlé v severojižním směru, jeho plocha jej řadí na čtvrté místo mezi českými jezery, nepočítaje uměle vzniklá jezera. Délka je přibližně 500 metrů a šířka se pohybuje mezi 70 až 100 metry. Hladina je v nadmořské výšce 412 metrů.

## Vznik jezera
Jezero vzniklo bezprostředně po mimořádných deštích 25. a 26. května 1872, při nichž dosahoval úhrn srážek během krátkého časového úseku až 237 milimetrů. Rozvodněný Mladotický potok urychlil sesuv permokarbonských vrstev západního svahu Potvorovského kopce do údolí, které v noci z 27. na 28. května potok přehradily. Katastrofální povodeň nebyla jediným důvodem sesuvu – svah se neznatelně sesouval v důsledku své struktury, dále byla na kopci po staletí řada pískovcových lomů snižující stabilitu svahu a k sesuvu přispěl zřejmě i čerstvý zářez pro železniční trať Plzeň–Žatec.

## Vodní režim
Udávaná hloubka jezera v průběhu času postupně klesá (v roce 1912 byla hloubka 14 m, v roce 1972 bylo udáváno 7,7 metru, v roce 1999 už jen 6,7 metru a v roce 2006 6,6 metru). Jezero se tedy rychle zanáší a bez lidského zásahu by mohlo během několika desetiletí zaniknout. K zanášení jezera však nedochází konstantní rychlostí, a tak nelze přesně určit, dojde-li k zazemnění jezera v řádu desítek či stovek let. Břehy jezera jsou strmé a zastíněné. Pod hrází se na kaskádě potoka nachází dva vodopády. Do jezera kromě Mladotického potoka ústí ještě Odlezelský potok. Systematický hydrologický průzkum jezera provedl Bohumír Janský.

## Ochrana přírody
Jezero bylo jako jediné svého druhu v Česku vyhlášeno 7. března 1975 chráněným přírodním výtvorem na ploše 68,3 ha a ochranným pásmem 31 ha. Později se stalo národní přírodní památkou. Předmětem ochrany je zdejší geologický fenomén – výchozy karbonských arkózovitých pískovců a arkóz žihelské pánve a sesuvem vzniklé hrazené jezero.

## Fauna
V Odlezelském jezeře bylo v letech 2013–2023 zjištěno 13 druhů sladkovodních měkkýšů. Celkově bylo v národní přírodní památce Odlezelské jezero zjištěno 16 druhů sladkovodních měkkýšů; to zahrnuje 8 druhů sladkovodních plžů a 8 druhů mlžů.